# Miner riberenc d'Olrog
El miner riberenc d'Olrog (Cinclodes olrogi) és una espècie d'ocell de la família dels furnàrids (Furnariidae) que viu sobre sabanes i roquedals, als turons centrals de l'Argentina.